# Kambathanahalli, Tumkur
Kambathanahalli là một làng thuộc tehsil Tumkur, huyện Tumkur, bang Karnataka, Ấn Độ.